# Linothele
Linothele is een geslacht van spinnen uit de familie Dipluridae.

## Soorten
De volgende soorten zijn bij het geslacht ingedeeld:
- Linothele aequatorialis (Ausserer, 1871)
- Linothele annulifila (Mello-Leitão, 1937)
- Linothele bicolor (Simon, 1899)
- Linothele cavicola Goloboff, 1994
- Linothele cousini (Simon, 1889)
- Linothele cristata (Mello-Leitão, 1945)
- Linothele curvitarsis Karsch, 1879
- Linothele dubia (Caporiacco, 1947)
- Linothele fallax (Mello-Leitão, 1926)
- Linothele gaujoni (Simon, 1889)
- Linothele gymnognatha (Bertkau, 1880)
- Linothele jelskii (F. O. P.-Cambridge, 1896)
- Linothele keithi (Chamberlin, 1916)
- Linothele longicauda (Ausserer, 1871)
- Linothele macrothelifera Strand, 1908
- Linothele megatheloides Paz & Raven, 1990
- Linothele melloleitaoi (Brignoli, 1983)
- Linothele monticolens (Chamberlin, 1916)
- Linothele paulistana (Mello-Leitão, 1924)
- Linothele sericata (Karsch, 1879)
- Linothele sexfasciata (Schiapelli & Gerschman, 1945)
- Linothele soricina (Simon, 1889)